# Xanthanomis lilacea
Xanthanomis lilacea är en fjärilsart som beskrevs av George Thomas Bethune-Baker 1906. Xanthanomis lilacea ingår i släktet Xanthanomis och familjen nattflyn. Inga underarter finns listade i Catalogue of Life.